# Crepis libyca
Crepis libyca là một loài thực vật có hoa trong họ Cúc. Loài này được (Pamp.) Babc. ex Shab. mô tả khoa học đầu tiên năm 1938.